# Liste des US Routes au Montana
Les US Routes au Montana sont les segments des US Routes entretenus par le Montana Department of Transportation (MDT) se trouvant dans l'État du Montana.

## Liste
| Numéro | Longueur (mi) | Longueur (km) | Terminus sud / ouest                                                                               | Terminus nord / est                                                                                | Créée | Notes |
| ------ | ------------- | ------------- | -------------------------------------------------------------------------------------------------- | -------------------------------------------------------------------------------------------------- | ----- | ----- |
| US 2   | 667,00        | 1 073,00      | US 2 à la frontière de l'Idaho près de Troy                                                        | US 2 à la frontière du Dakota du Nord près de Bainville                                            | 1926  |       |
| US 12  | 597,00        | 961,00        | US 12 à la frontière de l'Idaho près de Lolo Hot Springs                                           | US 12 à la frontière du Dakota du Nord près de Baker                                               | 1926  |       |
| US 20  | 10,00         | 16,00         | US 20 à la frontière de l'Idaho près de West Yellowstone                                           | Entrée du Parc national de Yellowstone à West Yellowstone                                          | 1940  |       |
| US 87  | 440,00        | 710,00        | I-90 / US 87 à la frontière du Wyoming près de Wyola                                               | US 2 à Havre                                                                                       | 1926  |       |
| US 89  | 404,00        | 650,00        | Entrée du Parc national de Yellowstone près de Gardiner                                            | Hwy 2 à la frontière canadienne près de Babb                                                       | 1934  |       |
| US 93  | 286,00        | 460,00        | US 93 à la frontière de l'Idaho près de Lost Trail Pass                                            | BC 93 à la frontière canadienne près d'Eureka                                                      | 1926  |       |
| US 191 | 438,00        | 705,00        | Entrée du Parc national de Yellowstone à West Yellowstone                                          | Hwy 4 à la frontière canadienne près de Loring                                                     | 1926  |       |
| US 212 | 322,00        | 518,00        | Entrée nord-est du Parc national de Yellowstone US 212 à la frontière du Wyoming près de Red Lodge | US 212 à la frontière du Wyoming près de Cooke City US 212 à la frontière du Wyoming près d'Alzada | 1939  |       |
| US 287 | 282,00        | 454,00        | Entrée du Parc national de Yellowstone à West Yellowstone                                          | US 89 à Choteau                                                                                    | 1965  |       |
| US 310 | 55,00         | 89,00         | US 310 / WYO 789 à la frontière du Wyoming près de Warren                                          | I-90 Bus. à Laurel                                                                                 | 1926  |       |
|        |               |               | | |       |       |